# Hydroaéroport de Baie-Johan-Beetz
L'Hydroaéroport de Baie-Johan-Beetz est un aéroport situé au Québec, au Canada.